# 帕什科夫宮

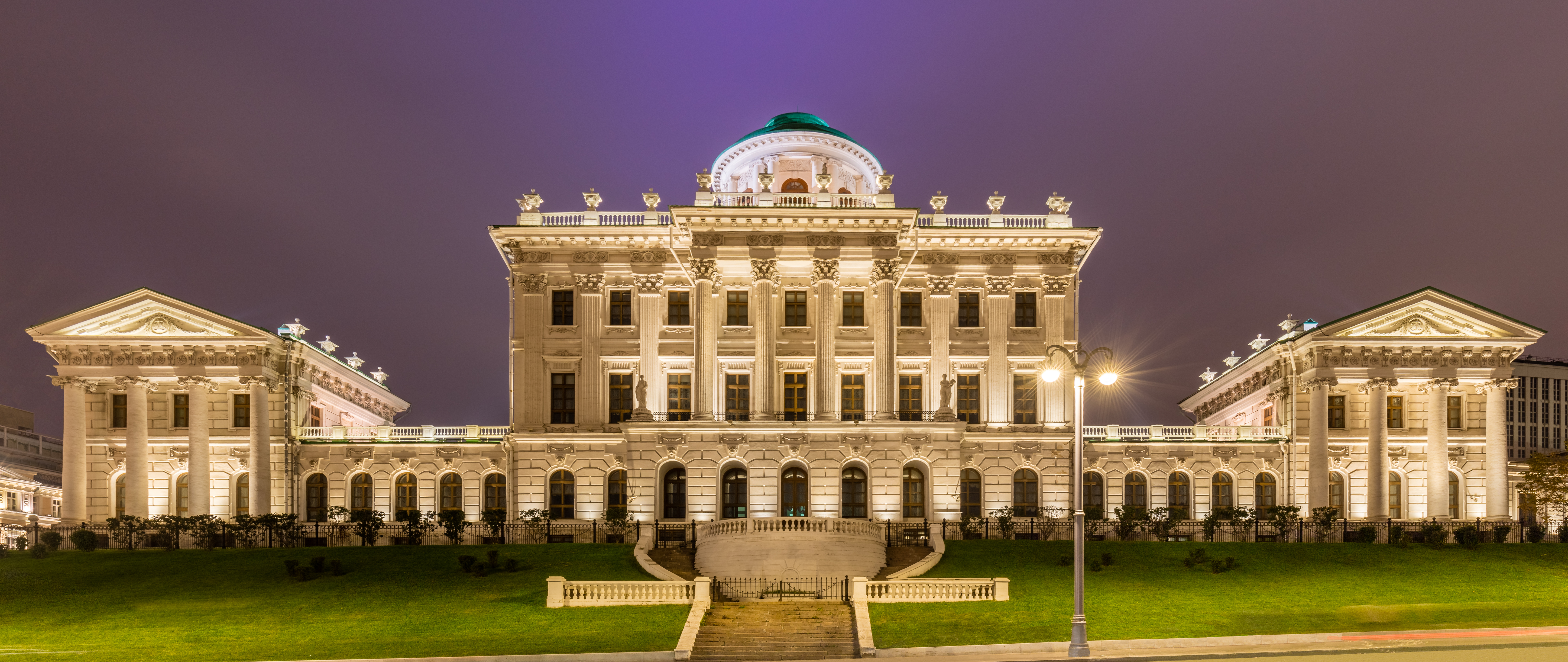

帕什科夫宮（俄语：Пашко́в дом）是位於俄羅斯首都莫斯科克林姆林宮西端的一座新古典主義風格建築。帕什科夫宮修建於19世紀，當時的帕什科夫宮是魯緬采夫博物館的所在地，這也是莫斯科首個公共博物館。現在的帕什科夫宮是俄羅斯國家圖書館的大樓之一。